# Schloss Heiligenhoven
Das Schloss Heiligenhoven liegt in Lindlar im Oberbergischen Land, Nordrhein-Westfalen.

## Geschichte

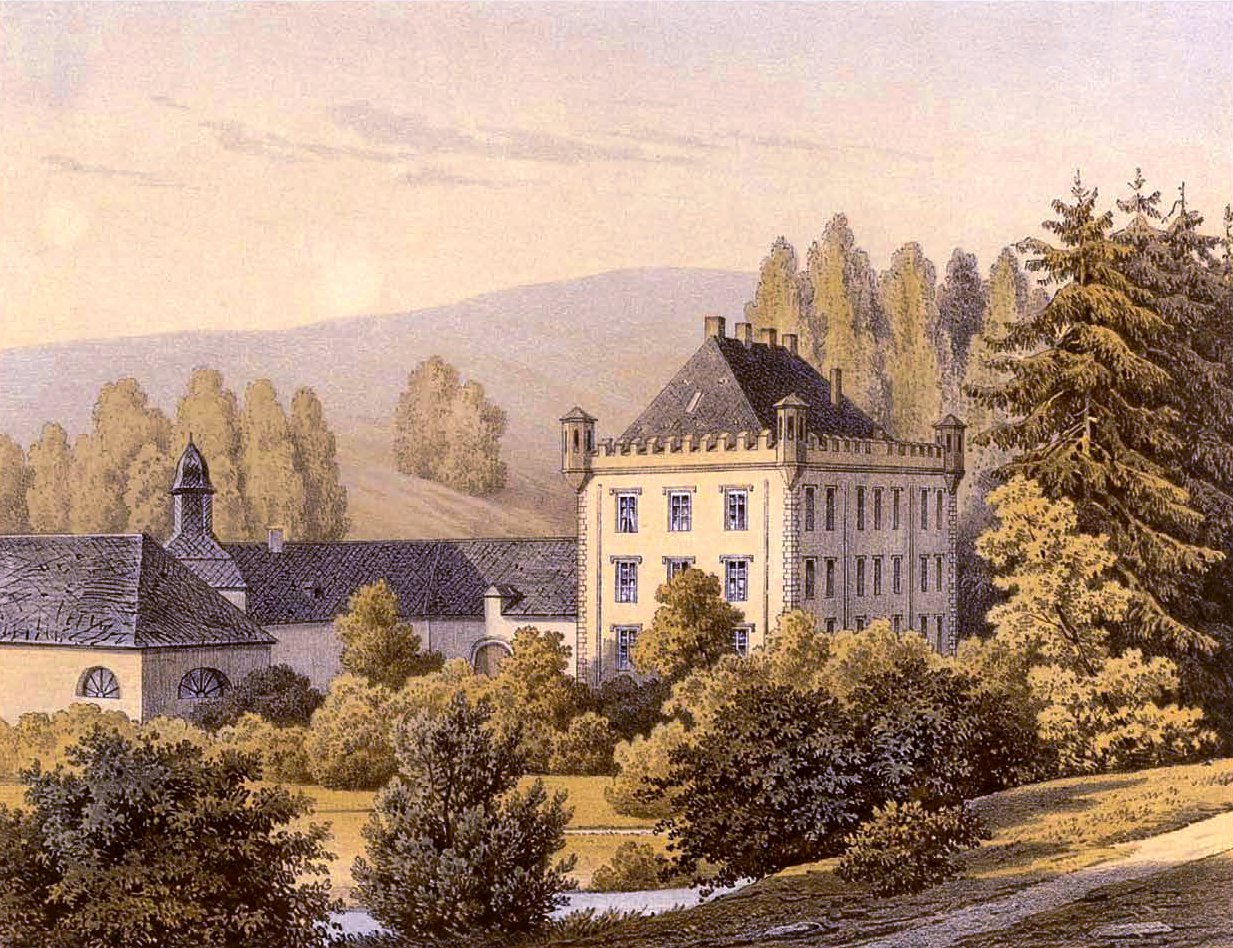
Schloss Heiligenhoven um 1860, Sammlung Alexander Duncker

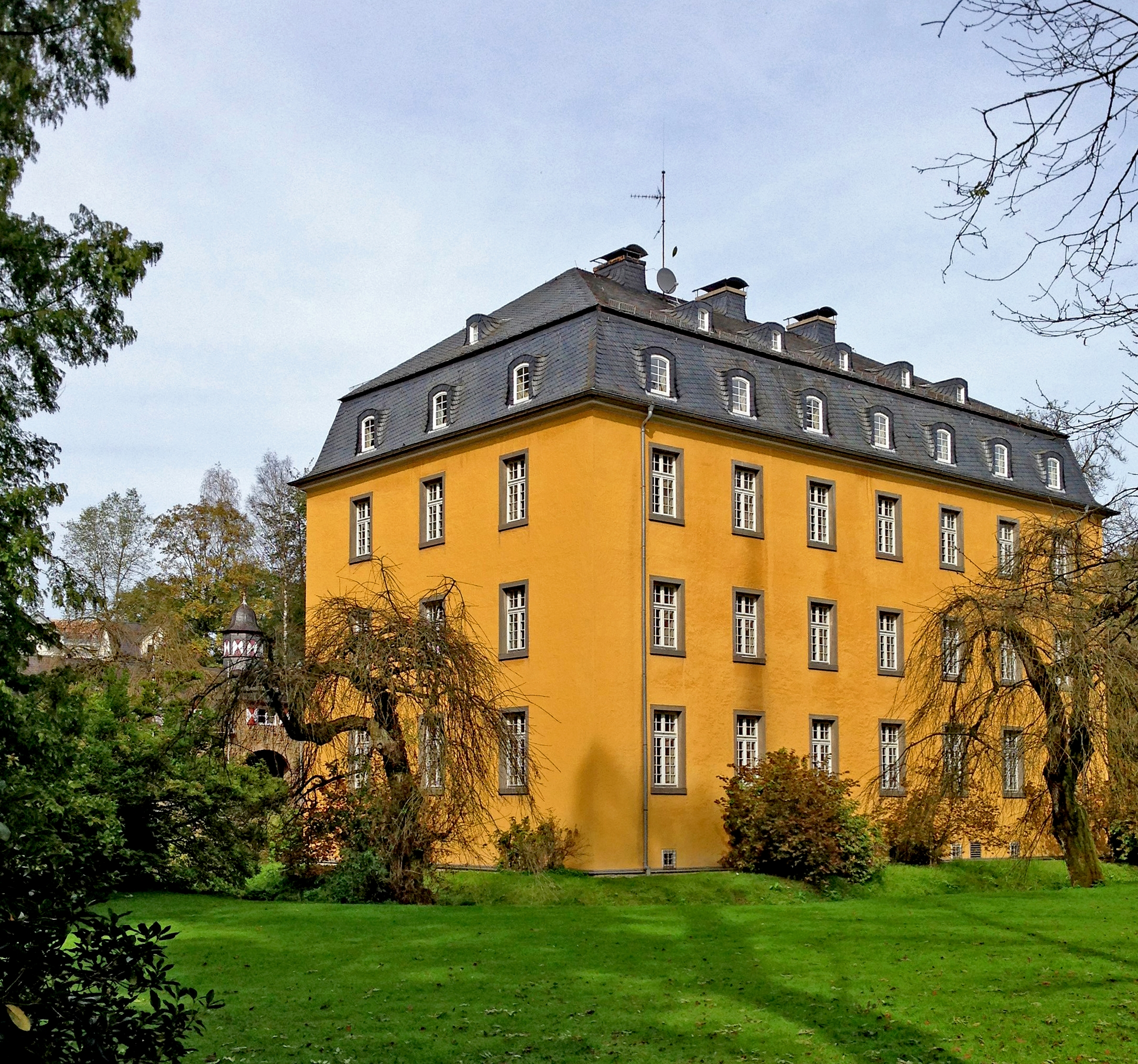
Herrenhaus von Schloss Heiligenhoven Südansicht

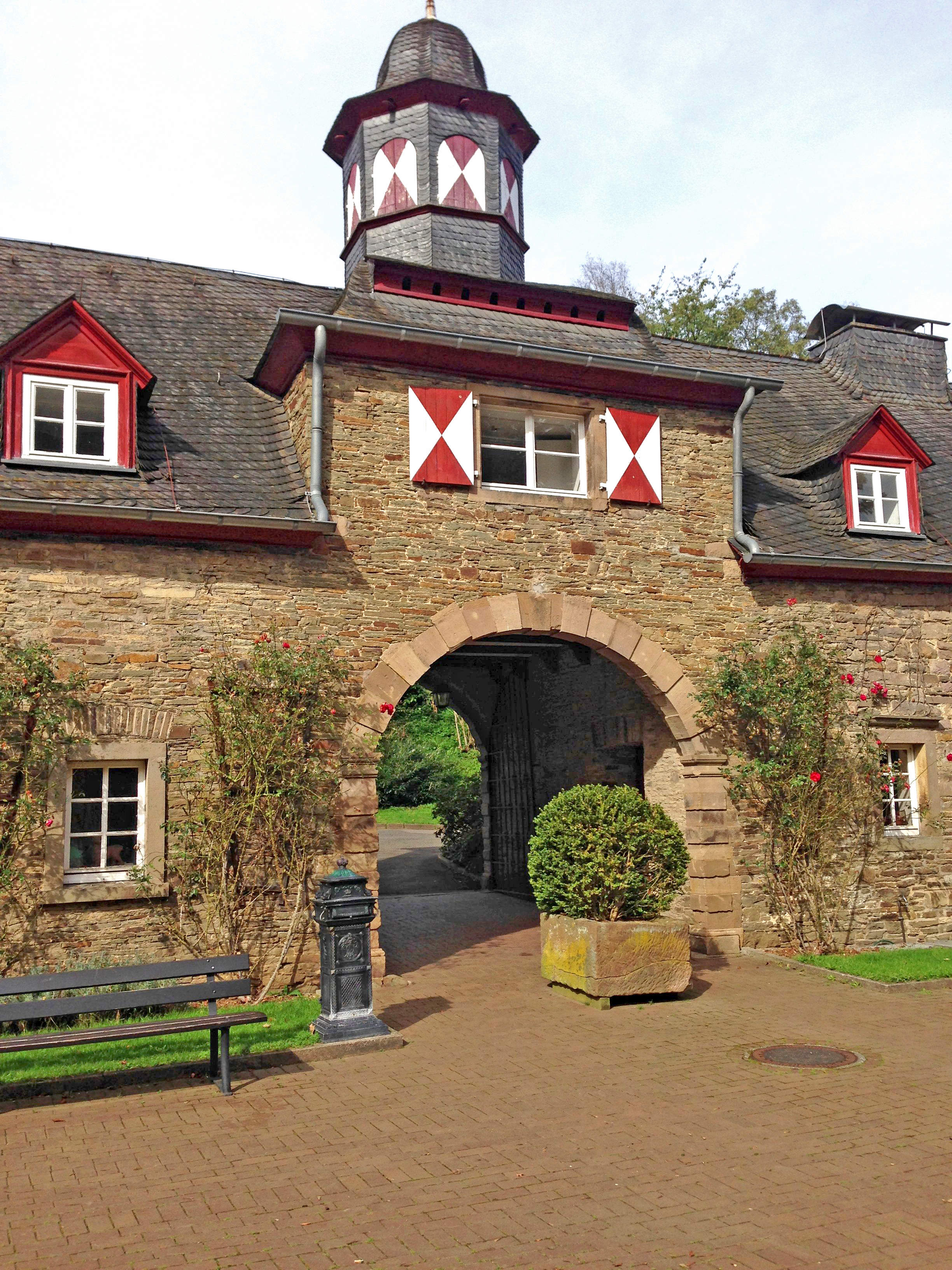
Tor der Vorburg

Es handelt sich dabei um eine ehemalige Burg, die 1363 erstmals Erwähnung findet. Die heutige Anlage mit Vorburg und einem von Wassergräben umgebenen Herrenhaus stammt aus dem Jahre 1758 bis 1760. Der Name des Schlosses ist abgeleitet von einer alten Flurbezeichnung, inghoven = Hellinghoven, der Hof in der Helling.
1425 wurden erstmals die Besitzverhältnisse urkundlich erwähnt, Heiligenhoven befand sich im Besitz von Johann van Eyckelinckhoyven, genannt de Wrede, Rittmeister. 1461 erwarb Aillff von Eyckelynckhoyven, genannt de Wrede das Gut Ober-Heiligenhoven. 1573 wechselte es abermals den Besitzer, es ging an die Eheleute Wilhelm von Steinrod. Es blieb bis 1663 im Besitz dieser Familie, dann wurde es am 2. Juni 1663 an den Vetter der Familie, Adolf Schenck von Niddegen, übertragen. Er starb 1666 an der Pest, sein Grabstein ist im Mauerwerk der Lindlarer St.-Severinus-Pfarrkirche eingelassen.
1748 erwarb Johann Joseph Reichsritter von Brück, Schultheiß des Amtes Steinbach, das Gut. Er ließ ein neues Herrenhaus errichten. Im 19. Jahrhundert kaufte die westfälische Adelsfamilie der Freiherren von Fürstenberg das Anwesen. Nach 1925 wohnte auf Heiligenhoven Fernandine Theresia Freiin von Fürstenberg, die, bedingt durch die allgemein schlechte wirtschaftliche Lage, gezwungen war, einzelne Grundstücke des ehemaligen Rittergutes zu verkaufen.
Das Schloss wurde 1928 vom Kreis Wipperfürth gekauft, der zur Minderung der Arbeitslosigkeit Notstandsarbeiten durchführen ließ. Dabei wurden große Waldstücke gerodet, auf denen die Höfe Eibachhof, Krähenhof, Tannenhof, Wiedfeld, Nußbüchel, Dutztal, Im alten Hau, Kesselberg und Weiersbachhof entstanden. Während der Zeit des Nationalsozialismus diente das Schloss als Lager für den Reichsarbeitsdienst, anschließend bis 1940 dem Landdienst als Unterkunft. Vom 11. Juli 1943 bis 14. April 1945 waren in dem Schloss die Kölner Wehr-Bezirks-Kommandos untergebracht.
1956 wurde das Schloss an die Adam-Stegerwald-Stiftung verkauft, die es in eine Erholungsstätte umwandelte. 1973 brannte das Herrenhaus ab und wurde kurz darauf in neobarocker Formensprache vollkommen neu errichtet. Bis 2017 befand sich das Schloss im Eigentum des Landschaftsverbandes Rheinland, beherbergte die Verwaltung des LVR-Freilichtmuseum Lindlar und konnte für Seminare und Tagungen angemietet werden. Die Schülerherberge in der denkmalgeschützten Vorburg, die Schulklassen einen mehrtägigen Museumsaufenthalt ermöglicht, ist zwischenzeitlich in das Gelände des LVR-Freilichtmuseum Lindlar umgezogen. Seit Mai 2012 befindet sie sich im Gut Dahl am Nordtor des Museumsgeländes und ist barrierefrei.

## Schlosspark
Der öffentlich zugängliche Schlosspark von Schloss Heiligenhoven wurde um 1800 im Stil englischer Landschaftsparks angelegt. In dem landschaftlich reizvoll gelegenen Park befindet sich ein Weiher und verschiedene sehr alte Bäume. Ein schöner Wanderweg (5 Minuten) führt von hier aus in das LVR-Freilichtmuseum Lindlar.

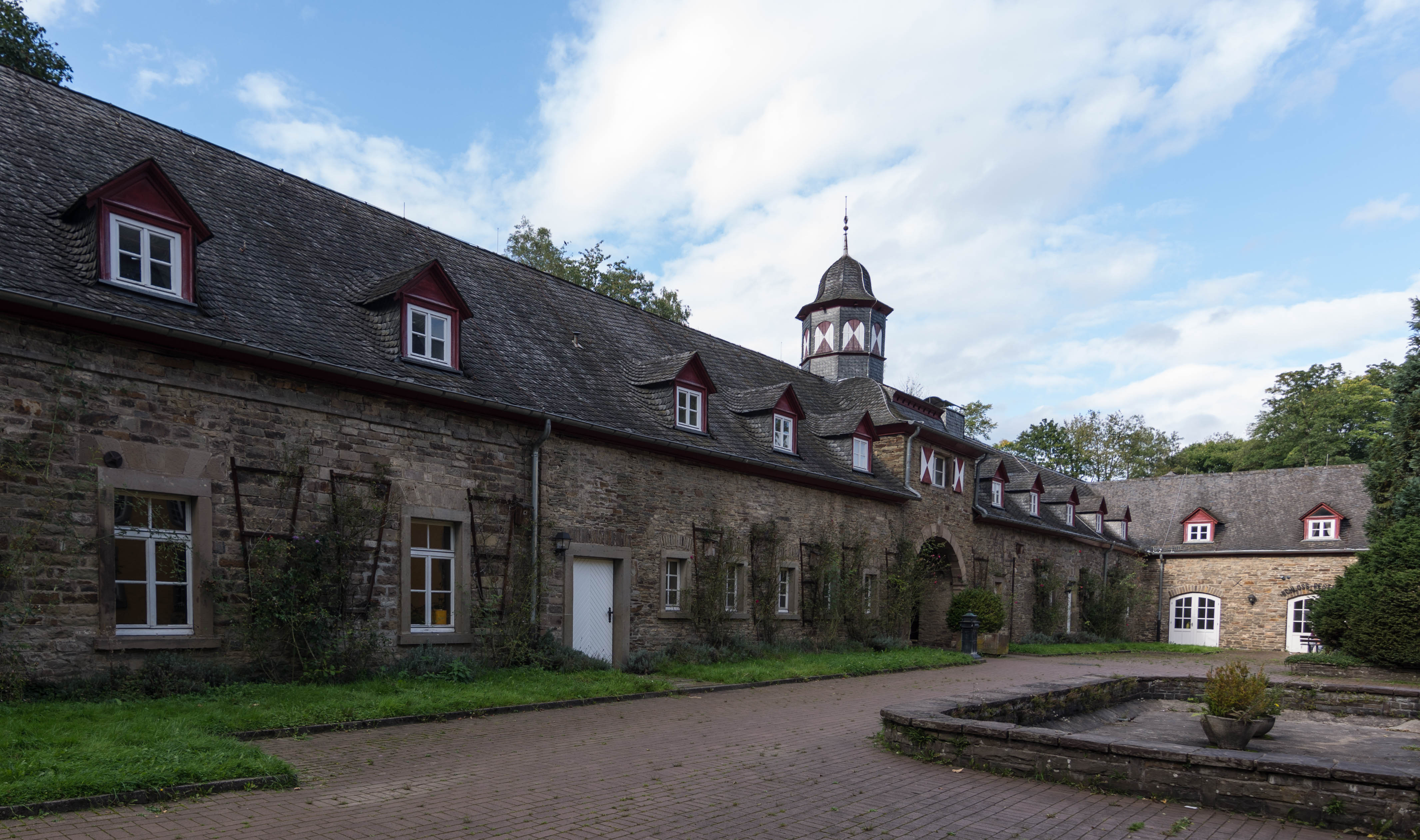
Innenhof
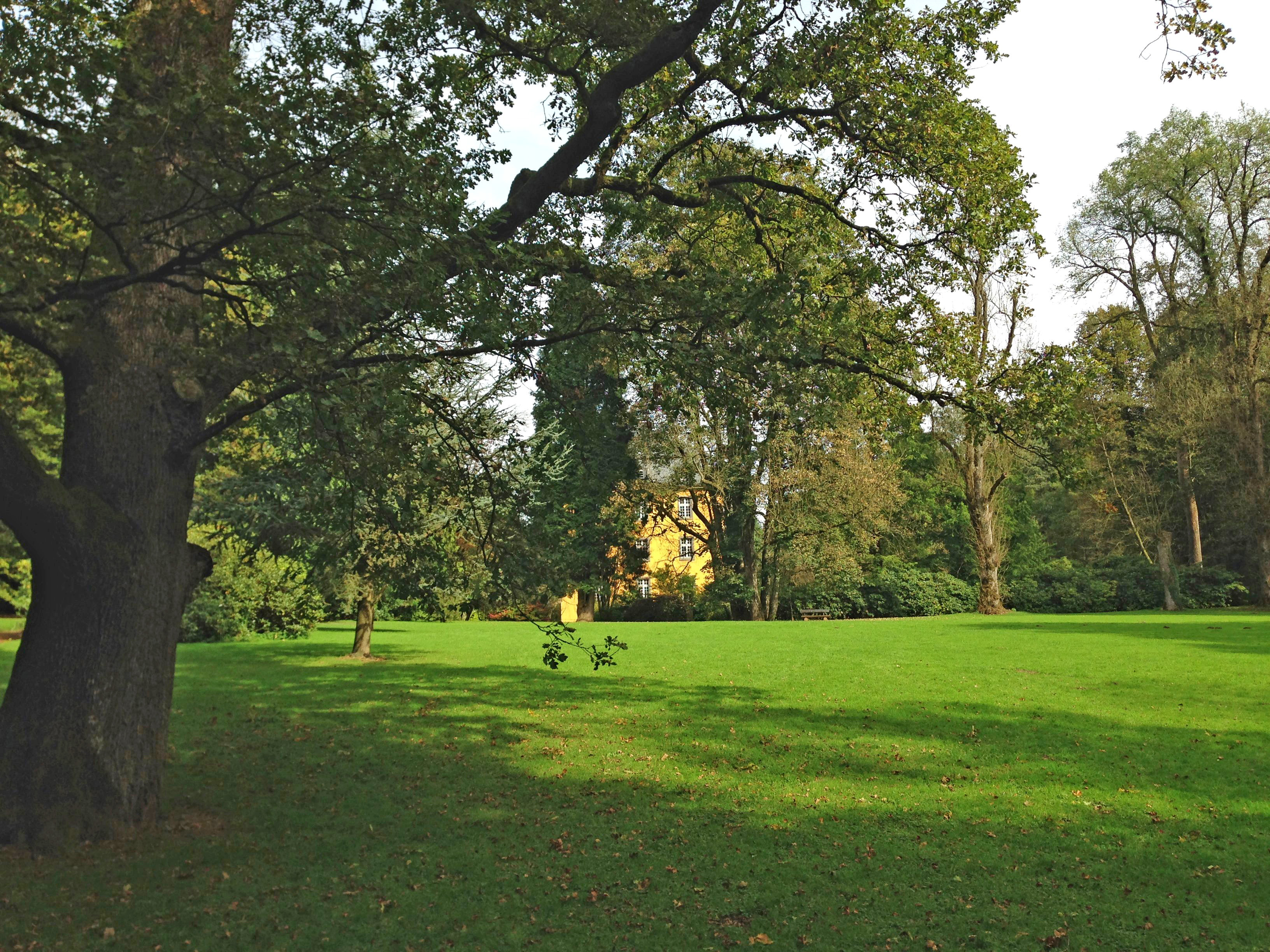
Schlosspark
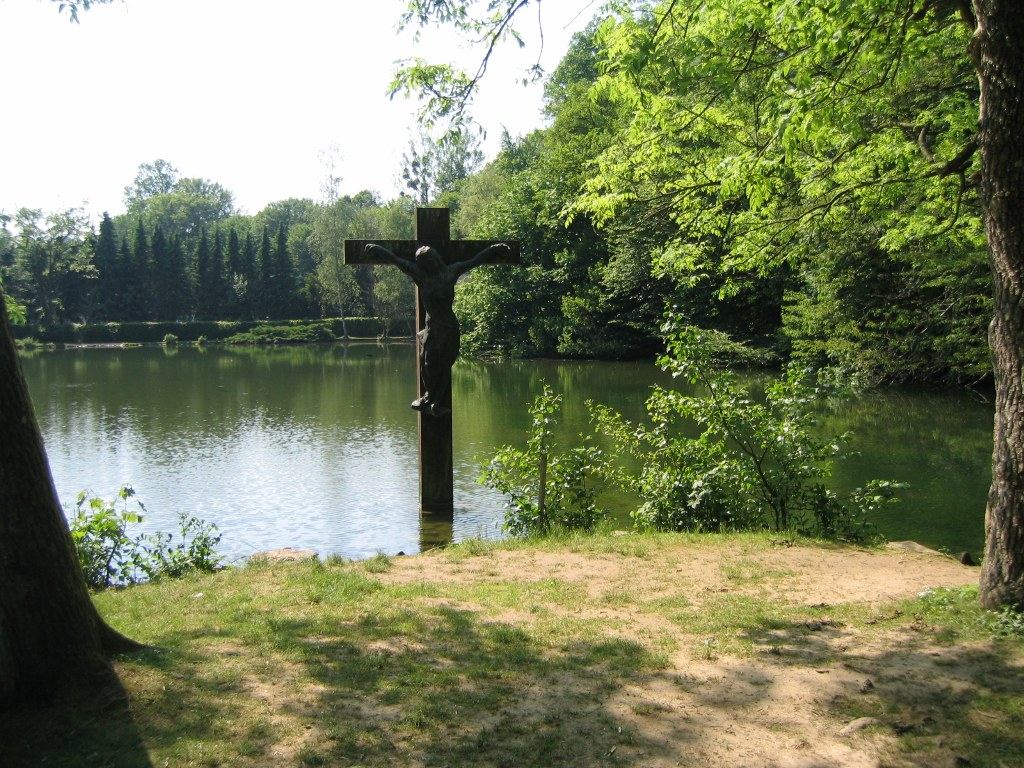
Der Weiher des Schlossparkes
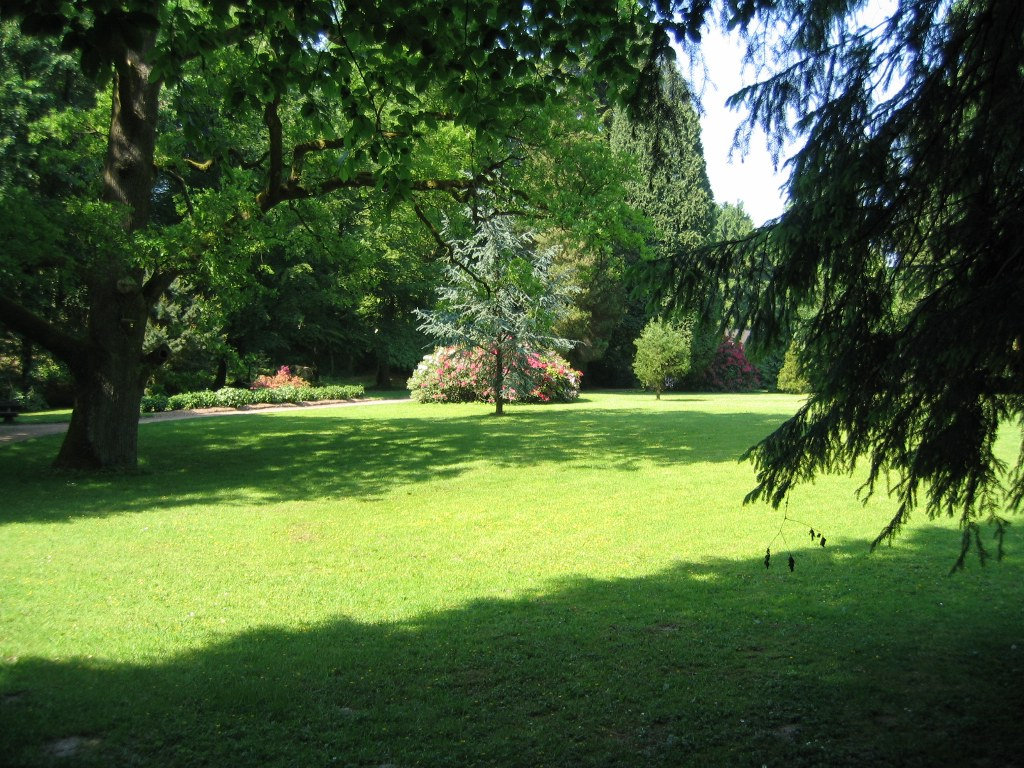
Der Schlosspark

## Spezialklinik
Im Juni 2015 wurde Schloss Heiligenhoven vom LVR an die „Projektgesellschaft Schloss Heiligenhoven“ verkauft. In den nächsten Jahren soll Schloss Heiligenhoven zu einer „Privatklinik für Psychiatrie, Psychosomatik und Psychoanalyse“ umgebaut werden. Dabei sind auch ganz neue Gebäudeteile vorgesehen und der Abriss einiger alter nicht historischer Gebäudeteile. Die neue Klinik, die 120 Patienten aufnehmen soll, ist für Personen die unter dem Burn-out-Syndrom leiden konzipiert. So soll es hier auch keine geschlossene Station geben. Ebenfalls ist die Nutzung des Schlossparks wie bisher vorgesehen. Hiergegen hat sich eine Bürgerinitiative gebildet, denn der Verkäufer könnte vom Kauf zurücktreten, wenn das geplante Vorhaben nicht zustande kommt.

## Persönlichkeiten
- Egon von Fürstenberg (1833–1888), Landrat des Kreises Wipperfürth von 1864 bis 1887